# Eucodonium brownei
Eucodonium brownei is een hydroïdpoliep uit de familie Eucodoniidae. De poliep komt uit het geslacht Eucodonium. Eucodonium brownei werd in 1907 voor het eerst wetenschappelijk beschreven door Hartlaub. 